# Albert Ribbens
Albert Ribbens (Loenhout, 17 maart 1916 - Mechelen, 19 juli 2009) was een Belgische politicus voor de CVP. 

## Levensloop
Ribbens kwam zich bij zijn huwelijk in 1946 in Muizen vestigen, om in datzelfde jaar verkozen te worden als gemeenteraadslid. In 1958 verloren de socialisten de verkiezingen, waardoor Ribbens schepen werd in de nieuwe bestuursploeg onder leiding van Jan Baptist Van Langendonck. Nadien was hij er burgemeester van 1964 tot 1976. Hij was een pleitbezorger voor het samengaan met Mechelen. Na de fusie met de stad Mechelen was hij er schepen van financiën van 1977 tot 1982. 
Hij overleed in het Algemeen Ziekenhuis Sint-Maarten te Mechelen. De uitvaartplechtigheid vond plaats in de Sint-Lambertuskerk te Muizen.